# Vidne
Vidne (cyr. Видне) – wieś w Czarnogórze, w gminie Nikšić. W 2011 roku liczyła 21 mieszkańców.